# Breislak (cràter)
Breislak és un cràter d'impacte lunar situat amb el sistema de coordenades planetocèntriques a -47.51 ° latitud N i 19.52 ° longitud E. Fa 48.64 quilòmetres de diàmetre. El nom va se aprovat per la UAI l'any 1935; aquest cràter va ser anomenat en honor del geòleg italià Scipione Breislak. S'hi troba dins d'un diàmetre del cràter Bacus situat al nord-nord-oest, en la part sud de la Lluna. Cap al nord-nord-oest s'hi troba el cràter Barocius, i a l'oest apareix Clairaut.
La vora de Breislak ha estat molt desgastada per impactes posteriors, i diversos cràters petits se situen al llarg de la paret exterior. Un d'aquests cràters ha produït una osca en la paret sud-est, amb cràters situats al nord-est i al sud-oest d'aquesta escletxa. Un petit cràter s'hi troba en la cara interna de la paret nord. La superfície interior té aproximadament un mateix nivell, però picat de marques per diversos petits cràters.

## Cràters satèl·lit
Per convenció aquests elements són identificats en els mapes lunars posant la lletra en el costat del punt central del cràter que està més prop de Breislak.
|          | \| Breislak \| Coordenades \| Diàmetre \| \| -------- \| ------------------------------------ \| -------- \| \| A \| 47° 00′ S, 17° 24′ E / 47.0°S,17.4°E \| 7 km \| \| B \| 47° 36′ S, 18° 06′ E / 47.6°S,18.1°E \| 7 km \| \| C \| 48° 54′ S, 18° 48′ E / 48.9°S,18.8°E \| 6 km \| \| D \| 48° 00′ S, 18° 42′ E / 48.0°S,18.7°E \| 5 km \| \| E \| 47° 42′ S, 19° 06′ E / 47.7°S,19.1°E \| 8 km \| \| F \| 48° 24′ S, 19° 24′ E / 48.4°S,19.4°E \| 7 km \| \| G \| 46° 54′ S, 19° 06′ E / 46.9°S,19.1°E \| 16 km \| |          |
| Breislak | Coordenades | Diàmetre |
| A        | 47° 00′ S, 17° 24′ E / 47.0°S,17.4°E | 7 km     |
| B        | 47° 36′ S, 18° 06′ E / 47.6°S,18.1°E | 7 km     |
| C        | 48° 54′ S, 18° 48′ E / 48.9°S,18.8°E | 6 km     |
| D        | 48° 00′ S, 18° 42′ E / 48.0°S,18.7°E | 5 km     |
| E        | 47° 42′ S, 19° 06′ E / 47.7°S,19.1°E | 8 km     |
| F        | 48° 24′ S, 19° 24′ E / 48.4°S,19.4°E | 7 km     |
| G        | 46° 54′ S, 19° 06′ E / 46.9°S,19.1°E | 16 km    |

## Altres referències
- (WGPSN), IAU Working Group for Planetary System Nomenclature. «Gazetteer of Planetary Nomenclature. 1:1 Million-Scale Maps of the Moon» (en anglès).  UAI / USGS, 13-02-2013. [Consulta: 6 abril 2016].
- Andersson, L. E.; Whitaker, E. A.,. NASA Catalogue of Lunar Nomenclature (en anglès).  NASA RP-1097, 1982.
- Blue, Jennifer. «Gazetteer of Planetary Nomenclature» (en anglès).  USGS, 25-07-2007. [Consulta: 2 gener 2012].
- Bussey, B.; Spudis, P.. The Clementine Atlas of the Moon (en anglès).  Nueva York: Cambridge University Press, 2004. ISBN 0-521-81528-2.
- Cocks, Elijah E.; Cocks, Josiah C.. Who's Who on the Moon: A Biographical Dictionary of Lunar Nomenclature (en anglès).  Tudor Publishers, 1995. ISBN 0-936389-27-3.
- McDowell, Jonathan. «Lunar Nomenclature» (en anglès).   Jonathan's Space Report, 15-07-2007. [Consulta: 2 gener 2012].
- Menzel, D. H.; Minnaert, M.; Levin, B.; Dollfus, A.; Bell, B. «Report on Lunar Nomenclature by The Working Group of Commission 17 of the IAU» (en anglès). Space Science Reviews, 12, 1971, pàg. 136.
- Moore, Patrick. On the Moon (en anglès).  Sterling Publishing Co, 2001. ISBN 0-304-35469-4.
- Price, Fred W. The Moon Observer's Handbook (en anglès).  Cambridge University Press, 1988. ISBN 0521335000.
- Rükl, Antonín. Atlas of the Moon (en anglès).  Kalmbach Books, 1990. ISBN 0-913135-17-8.
- Webb, Rev. T. W.. Celestial Objects for Common Telescopes, 6ª edición revisada (en anglès).  Dover, 1962. ISBN 0-486-20917-2.
- Whitaker, Ewen A. Mapping and Naming the Moon (en anglès).  Cambridge University Press, 2003. 978-0-521-54414-6.
- Wlasuk, Peter T. Observing the Moon (en anglès).  Springer, 2000. ISBN 1-85233-193-3.